# Karl Winnacker
Karl Winnacker (* 21. September 1903 in Barmen; † 5. Juni 1989 in Königstein) war ein deutscher Manager in der chemischen Industrie und Hochschullehrer.

## Leben
Er wurde in Barmen als Bruder von Erich Winnacker und Sohn eines Gymnasiallehrers geboren und studierte an den Technischen Hochschulen in Braunschweig und Darmstadt. Während seines Studiums wurde er 1922 Mitglied der Landsmannschaft Guestphalia Braunschweig. Mit einer Arbeit über die Oxidationsvorgänge an Motortreibstoffen wurde er in Darmstadt promoviert, sein Doktorvater war Ernst Berl.
Winnacker arbeitete von 1933 bis 1945 bei der I.G. Farben, wo er zuletzt im Werk Hoechst zum zweitwichtigsten Manager aufstieg. Zwischendurch arbeitete er für die I.G. Farben auch in Uerdingen und Schkopau. Seit Frühjahr 1933 war Winnacker Mitglied der SA und trat 1937 in die NSDAP ein. Im Rahmen seiner beruflichen Tätigkeit besuchte er auch das KZ Auschwitz.
Nach der Tätigkeit bei der I.G. Farben war er unter anderem Vorstandsvorsitzender der Hoechst AG (1952–1969) und Vorsitzender des Deutschen Atomforums. Er war Autor von Lehrbüchern zur Technischen Chemie. Nach ihm wurde 1970 das Karl-Winnacker-Institut als Instrument der DECHEMA e. V. benannt, das seit 2012 unter dem Namen DECHEMA-Forschungsinstitut eigenständig ist. In den 1970er Jahren war er Honorarprofessor für angewandte Chemie an der Universität Frankfurt am Main. Im Jahr 1972 war er Preisträger des Werner-von-Siemens-Rings und 2002 wurde ihm posthum zusammen mit Helmut Ringsdorf der Aachener und Münchener Preis für Technik und angewandte Naturwissenschaften der Carl-Arthur Pastor-Stiftung in Aachen verliehen. 
Winnacker war viele Jahre lang Vorsitzender des Marburger Universitätsbundes. Seit 1991 verleiht dieser Bund, der sich selbst als eine Vereinigung von Freunden und Förderern der Marburger Universität bezeichnet, den Karl-Winnacker-Preis. 
Auch das Deutsche Atomforum verleiht seit 1973 einen Karl-Winnacker-Preis. Winnacker war Gründer und erster Präsident 1959 bis 1973. Mit dem Preis werden Persönlichkeiten ausgezeichnet, die sich besonders um das Verständnis der Öffentlichkeit für die friedliche Nutzung der Kernenergie verdient gemacht haben.
Winnacker war Mitglied der Landsmannschaft Normannia Darmstadt im Coburger Convent. 1977 wurde er zum korrespondierenden Mitglied der Göttinger Akademie der Wissenschaften gewählt.
Bekannt geworden ist er auch als Herausgeber des Handbuches Winnacker-Küchler: Chemische Technik.
Es gibt auch ein (von Winnacker gestiftetes) Stipendium für Nachwuchswissenschaftler.
Seine Söhne sind der Biochemiker und Wissenschaftsmanager Ernst-Ludwig Winnacker und der Experimentalphysiker Albrecht Winnacker.

## Auszeichnungen
- 1957: Großes Goldenes Ehrenzeichen für Verdienste um die Republik Österreich
- 1962: Gauß-Weber-Medaille der Universität Göttingen
- 1963: Goetheplakette der Stadt Frankfurt am Main
- 1963: Großes Bundesverdienstkreuz mit Stern und Schulterband
- 1968: Carl-Duisberg-Plakette
- 1968: Ehrenplakette der Stadt Frankfurt am Main
- 1961: Bayerischer Verdienstorden
- 1972: Werner-von-Siemens-Ring[1]
- 1974: Ehrenkommandeur des britischen Empire-Ordens
- 2002: Aachener und Münchener Preis für Technik und angewandte Naturwissenschaften
- Großkreuz des Verdienstordens der Italienischen Republik

## Veröffentlichungen
- Nie den Mut verlieren. Erinnerungen an Schicksalsjahre der deutschen Chemie. Econ, München 1983, ISBN 3430197902.
- Chemische Technik. 8 Bände. Wiley-VCH 2004 bis 2006 (als Herausgeber mit Leopold Küchler, Roland Dittmeyer).
- Chemische Technologie. 7 Bände. Hanser Verlag, 4. Auflage 1981 bis 1986 (als Herausgeber mit Leopold Küchler).
- Karl Winnacker, Karl Wirtz: Das unverstandene Wunder. Kernenergie in Deutschland. Econ, Düsseldorf-Wien 1975, ISBN 3-430-19792-9.
- Schicksalsfrage Kernenergie. Econ, München 1978, ISBN 3-430-19793-7.